# Ördög

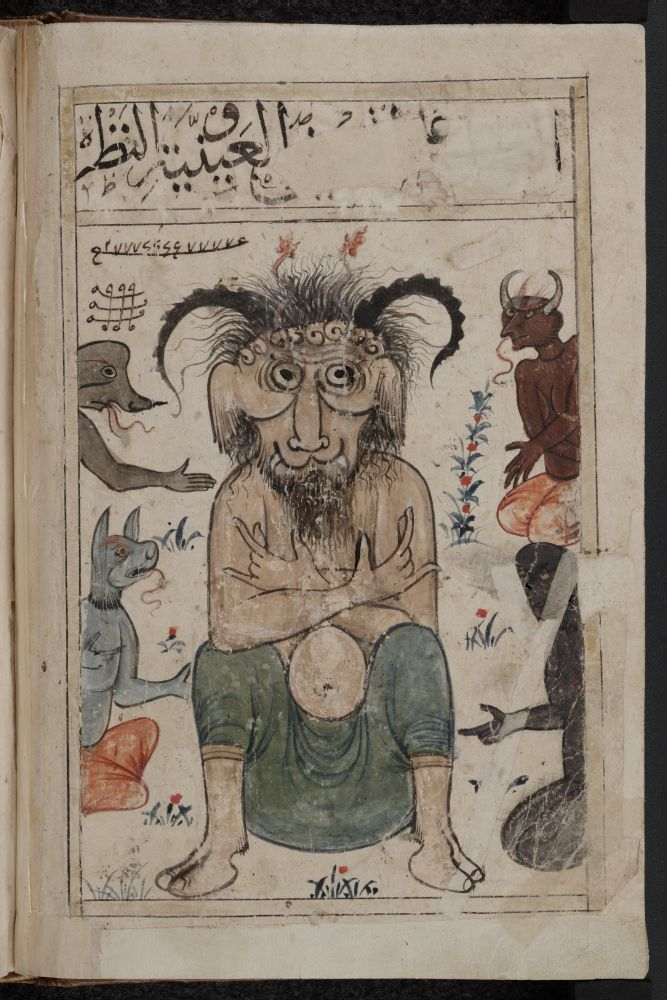
Ilustración del diablo de un manuscrito árabe del, "El Libro de las Maravillas" o "kitāb al-bulhān".

Un Ördög (Urdung en el Viejo húngaro) es una criatura demoníaca de la mitología húngara, que personifica los aspectos oscuros del mundo. En tiempos del cristianismo, era identificado con el diablo.
El Ördög es identificado con la forma de un fauno: por lo general de color negro, con pezuñas y cuernos y una cola puntiaguda. Habita en el inframundo o infierno (Pokol en húngaro) revolviendo constantemente un enorme caldero lleno de almas. Cuando aparece en el mundo humano, toma la forma de un zorro, una llama oscura o un pastor con ojos oscuros y brillantes. 